# EDA-R
Engin de débarquement amphibie rapide (EDA-R) je třída hybridních výsadkových katamaranů francouzského námořnictva vyvinutých pro nasazení z vrtulníkových výsadkových lodí třídy Mistral. Prozatím byly objednány čtyři jednotky této třídy. Zvolená koncepce plavidlu dovoluje provádět rychlé výsadky za horizont až do vzdálenosti 55 km od mateřské výsadkové lodě. Ve francouzském námořnictvu je budou doplňovat konvenčněji laděné vyloďovací čluny EDA-S.

## Stavba

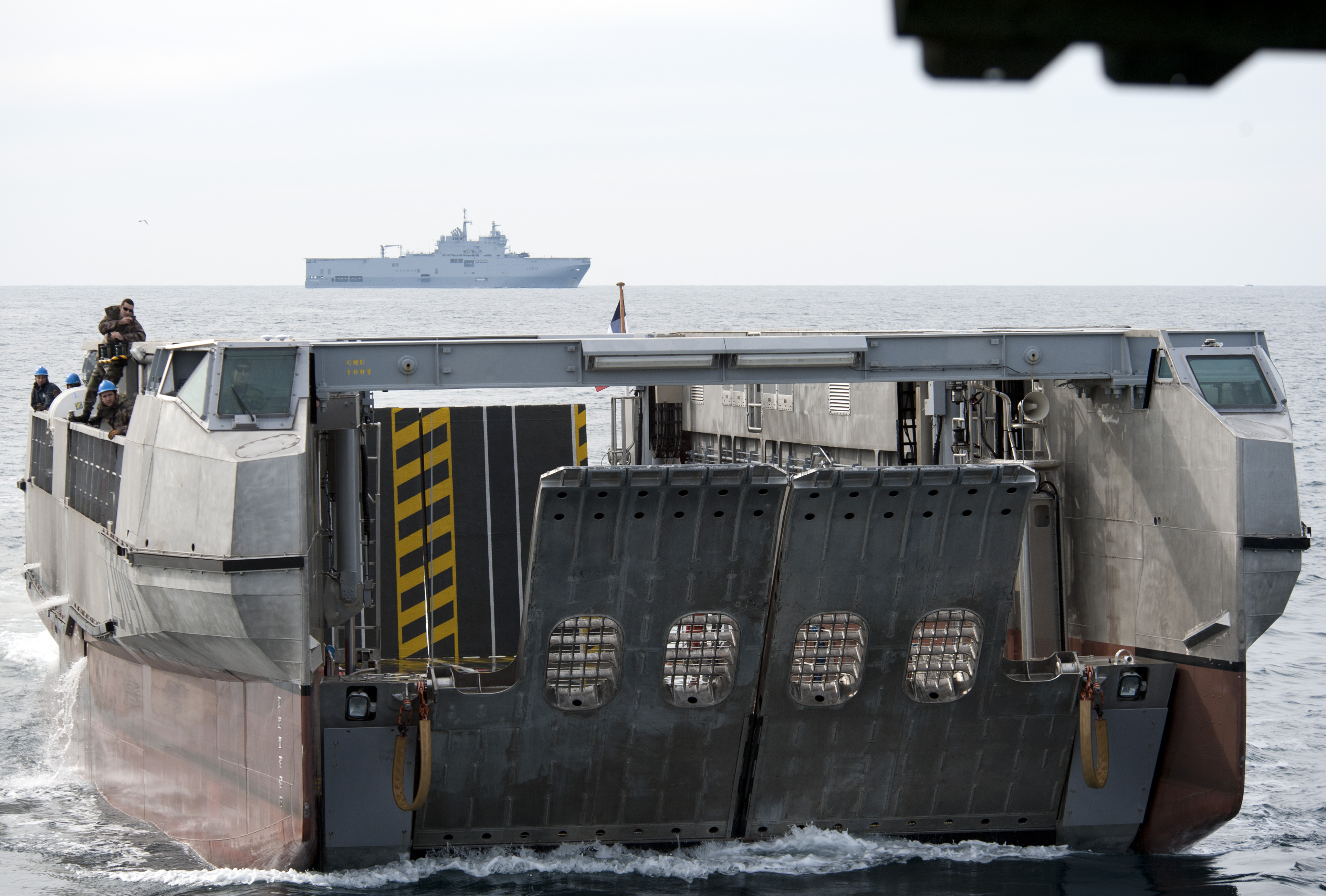
EDA-R s výsadkovou lodí Mistral v pozadí

Typ EDA-R byl vyvinut na základě technologického demonstrátoru L-CAT (Landing Catamaran). V roce 2009 byly objednány první čtyři jednotky této třídy, které mají být dodány do roku 2012. Hlavním kontraktorem typu je loděnice Constructions industrielles de la Méditerranée (CNIM). Trupy plavidel staví subdodavatel v podobě loděnice SOCARENAM ze Saint-Malo. Dokončení plavidel probíhá v Boulogne-sur-Mer.
První katamaran byl do operační služby zařazen v listopadu 2011, druhý v lednu 2012 a třetí v březnu 2012. Celkem se počítá s pořízením osmi plavidel EDA-R. Každá z lodí třídy Mistral může ve svém palubním doku převážet až dva kusy.

## Konstrukce

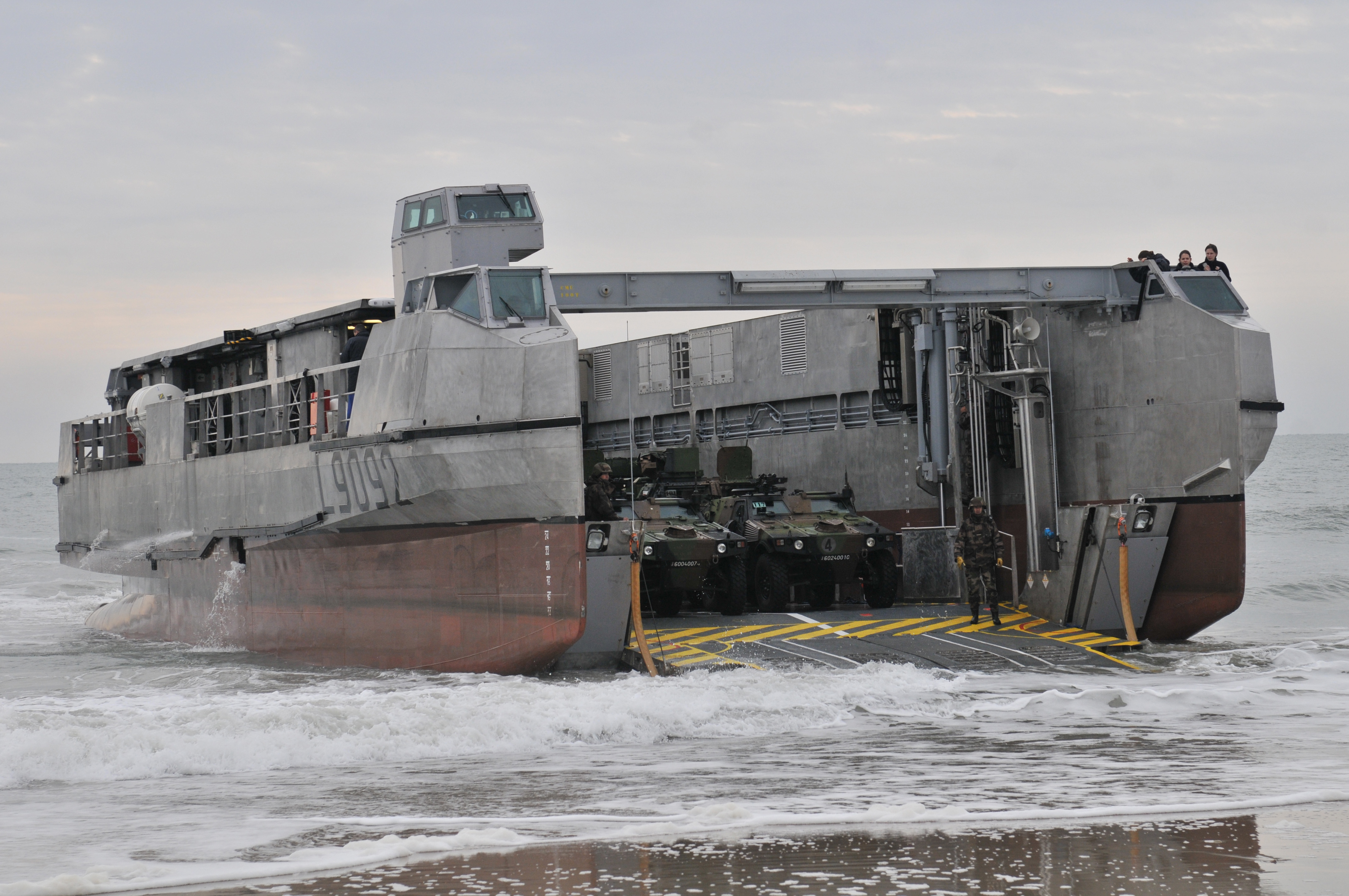
EDA-R vezoucí obrněná vozidla

Katamaran EDA-R je vyroben z hliníku. Zvláštností jeho konstrukce je pohyblivé uložení nákladové paluby mezi dvěma trupy. Během tranzitu k pobřeží je trup zvednut vysoko nad hladinu, což umožňuje plavbu vysokou rychlostí. V blízkosti pobřeží paluba klesne do spodní polohy a plavidla fungují jako klasické vyloďovací čluny. Jeden katamaran EDA-R může přepravovat náklad do hmotnosti 80 tun. Obrannou výzbroj tvoří dva 12,7mm kulomety. Pohonný systém tvoří čtyři diesely MTU. Nejvyšší rychlost prázdného katamaranu je 30 uzlů. Při plném naložení pluje rychlostí až 18 uzlů.